# St. Jakob (Hochstadt)

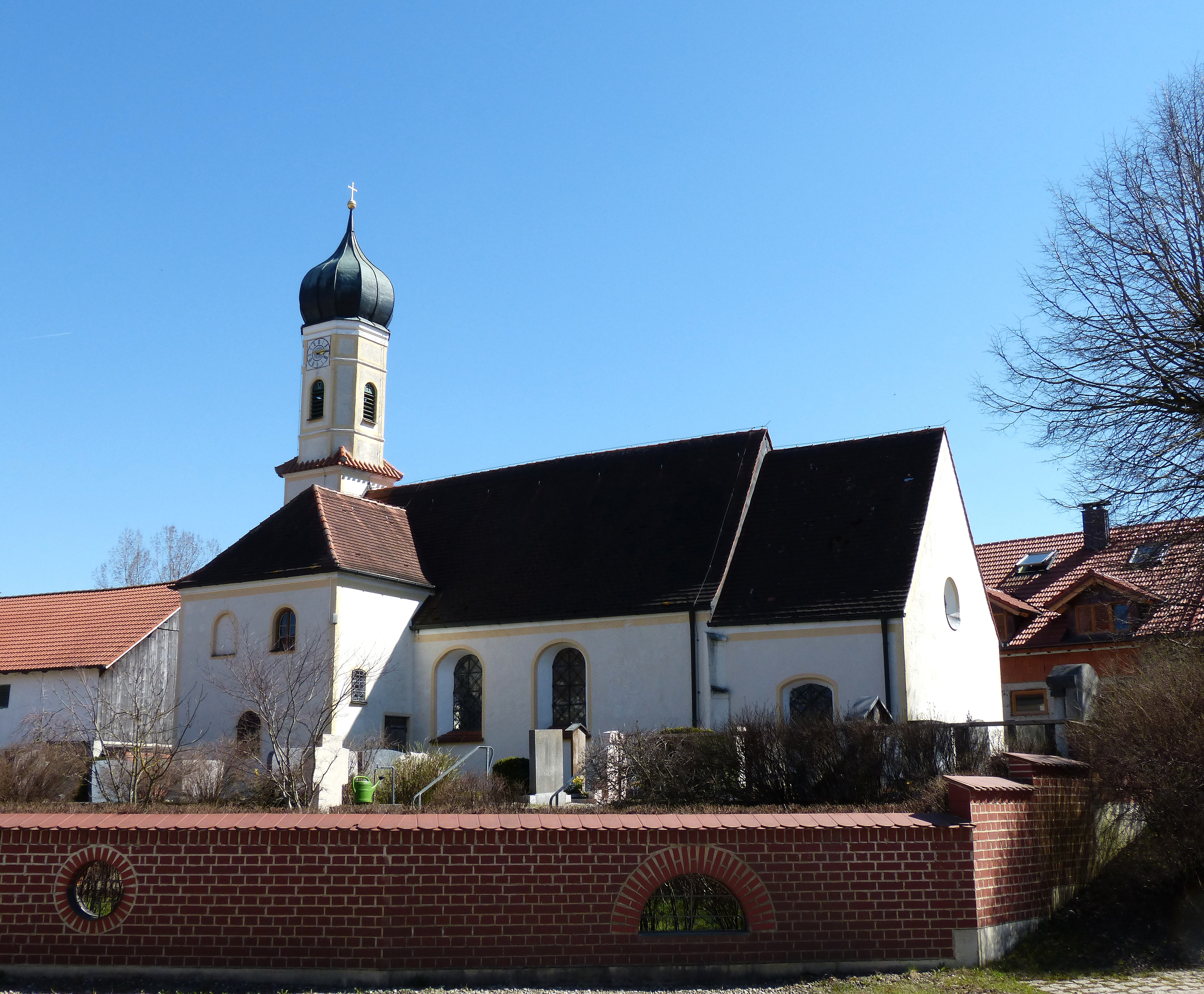
St. Jakob in Hochstadt

Die römisch-katholische Filialkirche St. Jakob ist ein Baudenkmal im Weßlinger Gemeindeteil Hochstadt im Landkreis Starnberg.

## Geschichte
Die Kirche ist vermutlich aus dem 15. Jahrhundert. Sie wurde im 18. Jahrhundert barockisiert. Das Langhaus ist modern erweitert. Der Turm ist aus dem Jahre 1752. Der Innenraum der Kirche wurde 1986 renoviert.

## Baubeschreibung
Das flachgedeckte Langhaus des spätgotischen Baus wurde im 19. Jahrhundert verlängert. Der Zwiebelturm sitzt auf dem eingezogenen Chor.

## Ausstattung
Der Choraltar mit Schnitzfiguren der Muttergottes und der Heiligen Joachim und Anna um 1680 stammt aus Drößling. Im Auszug ist die Verkündigung dargestellt, vermutlich aus dem Jahre 1689 von Heinrich Hagn. In den Flachnischen der abgeschrägten Ecken der Seitenaltäre finden sich Altarblätter mit Darstellungen der Heiligen Sylvester und Jakobus, sowie Büsten der Heiligen Petrus und Paulus um 1700. Die kleinen Figuren der Heiligen Laurentius und Stephanus entstanden um 1520.